# 1996年全豪オープン
1996年 全豪オープン（1996ねんぜんごうオープン、Australian Open 1996）は、オーストラリア・メルボルンにある「メルボルン・パーク・ナショナルテニスセンター」にて、1996年1月15日から28日にかけて開催された。

## シード選手

### 男子シングルス
1. ピート・サンプラス　（3回戦）
2. アンドレ・アガシ　（ベスト4）
3. トーマス・ムスター　（4回戦）
4. ボリス・ベッカー　（優勝、5年ぶり2度目）
5. マイケル・チャン　（準優勝）
6. エフゲニー・カフェルニコフ　（ベスト8）
7. トーマス・エンクビスト　（ベスト8）
8. ジム・クーリエ　（ベスト8）
9. ウェイン・フェレイラ　（2回戦）
10. ゴラン・イワニセビッチ　（3回戦）
11. リカルド・クライチェク　（3回戦）
12. アルノー・ブッチ　（2回戦）
13. （試合開始前に棄権）
14. アンドレイ・メドベデフ　（2回戦）
15. トッド・マーティン　（3回戦）
16. ポール・ハーフース　（1回戦）
17. ジルバート・シャラー　（1回戦）　［第13シードが棄権のため繰り上げ］

### 女子シングルス
1. モニカ・セレシュ　（優勝、3年ぶり4度目）
2. コンチタ・マルチネス　（ベスト8）
3. アランチャ・サンチェス・ビカリオ　（ベスト8）
4. マリー・ピエルス　（2回戦）
5. 伊達公子　（2回戦）
6. ガブリエラ・サバティーニ　（4回戦）
7. イバ・マヨリ　（ベスト8）
8. アンケ・フーバー　（準優勝）
9. メアリー・ジョー・フェルナンデス　（4回戦）
10. リンゼイ・ダベンポート　（4回戦）
11. ブレンダ・シュルツ＝マッカーシー　（4回戦）
12. ナターシャ・ズベレワ　（1回戦）
13. チャンダ・ルビン　（ベスト4）
14. エミー・フレージャー　（1回戦）
15. 沢松奈生子　（4回戦）
16. アマンダ・クッツァー　（ベスト4）

## 大会経過

### 男子シングルス
準々決勝
- マーク・ウッドフォード vs.  トーマス・エンクビスト　6-4, 6-4, 6-4
- ボリス・ベッカー vs.  エフゲニー・カフェルニコフ　6-4, 7-6, 6-1
- マイケル・チャン vs.  ミカエル・ティルストローム　6-0, 6-2, 6-4
- アンドレ・アガシ vs.  ジム・クーリエ　6-7, 2-6, 6-3, 6-4, 6-2

準決勝
- ボリス・ベッカー vs.  マーク・ウッドフォード　6-4, 6-2, 6-0
- マイケル・チャン vs.  アンドレ・アガシ　6-1, 6-4, 7-6

### 女子シングルス
準々決勝
- モニカ・セレシュ vs.  イバ・マヨリ　6-1, 6-2
- チャンダ・ルビン vs.  アランチャ・サンチェス・ビカリオ　6-4, 2-6, 16-14
- アマンダ・クッツァー vs.  マルチナ・ヒンギス　7-5, 4-6, 6-1
- アンケ・フーバー vs.  コンチタ・マルチネス　4-6, 6-2, 6-1

準決勝
- モニカ・セレシュ vs.  チャンダ・ルビン　6-7, 6-1, 7-5
- アンケ・フーバー vs.  アマンダ・クッツァー　4-6, 6-4, 6-2

## 決勝戦の結果
- 男子シングルス： ボリス・ベッカー vs.  マイケル・チャン　6-2, 6-4, 2-6, 6-2
- 女子シングルス： モニカ・セレシュ vs.  アンケ・フーバー　6-4, 6-1
- 男子ダブルス： ステファン・エドベリ＆ ペトル・コルダ vs.  セバスチャン・ラルー＆ アレックス・オブライエン　7-5, 7-5, 4-6, 6-1
- 女子ダブルス： アランチャ・サンチェス・ビカリオ＆ チャンダ・ルビン vs.  リンゼイ・ダベンポート＆ メアリー・ジョー・フェルナンデス　7-5, 2-6, 6-4
- 混合ダブルス： マーク・ウッドフォード＆ ラリサ・ネーランド vs.  ルーク・ジェンセン＆ ニコル・アレント　4-6, 7-5, 6-0

## みどころ
- 1993年4月30日の刺傷事件から復帰したモニカ・セレシュが、復帰後2度目の4大大会で優勝を飾った。（1995年全米オープンでは準優勝だった。）しかし、刺傷事件前は4大大会女子シングルス「8勝」を挙げていたセレシュだったが（全豪オープン3連覇＋全仏オープン3連覇＋全米オープン2連覇＝総計8勝）、復帰後はこの1勝のみで止まってしまう。
- 女子シングルス準々決勝のチャンダ・ルビンとアランチャ・サンチェス・ビカリオの対戦は、全豪オープンの女子シングルスで最長試合時間記録となる「3時間33分」を要した。試合所要ゲーム数「48」、最終第3セットのゲーム数「30」とも大会新記録になる。
- 女子シングルスで、日本からは伊達公子と沢松奈生子の2人がシード選手に選ばれた。第5シードの伊達は、2回戦で遠藤愛との“日本人対決”に 2-6, 6-1, 4-6 で敗れた。第15シードの沢松は、4回戦で第1シードのセレシュに 1-6, 3-6 で敗れた。
- 男子シングルス決勝は、芝生コートを得意にするボリス・ベッカーと赤土コートを得意にするマイケル・チャンの対戦で、対照的なタイプの2人の顔合わせとなった。優勝したベッカーは1991年全豪オープン以来5年ぶりとなる、4大大会男子シングルス「6勝」を記録する。これが彼の最後の4大大会優勝になった。